# Аваз-инак
Аваз-инак (1750—1804), годы правления 1790—1804, второй правитель из узбекской династии кунгратов Хивинском ханстве.

## Приход к власти
В 1790 году к власти в Хорезме (в российской историографии называлось Хивинским ханством) пришел представитель узбекского рода кунграт сын Мухаммад Амин-бий инака Аваз инак.
Аваз продолжал политику по восстановлению экономики страны. В период его правления в Хорезме проводились большие ирригационные работы. В государстве сохранялся относительный мир и политическая стабильность.
Аваз инаку пришлось воевать с аральскими племенами, которые постоянно восставали против власти Хивы. В 1793 году восстание возглавили братья Ходжа Мурад Суфи и Тюра Мурад Суфи (выходцы из узбекского рода кунграт, к которому принадлежали и хивинские правители). Восстание было подавлено, однако аральские племена были окончательно покорены лишь при правлении Мухаммад Рахим-хан I (1806—1825).

## Внешняя политика
При правлении Аваз-инака сохранялись относительно мирные отношения с Бухарским эмиратом. Поддерживались дипломатические отношения с Россией и Османской империей.
В апреле 1793 году из Хивы в Оренбург прибыли два хивинских посланца — Искандер Аллабердыев и Рахимбай Достмурадов. В октябре 1793 года в Хиву прибыл российский посланник майор Бланкеннагель. В 1794 году в Россию отправился хивинский посол Аваз Мухаммадбий.

## Смерть
Аваз-инак скончался в 1804 году и был похоронен в Хиве. После его смерти власть в Хорезме перешла к его сыну Эльтузару (1804—1806).